# Jílovice, Hradec Králové
Jílovice là một làng thuộc huyện Hradec Králové, vùng Královéhradecký, Cộng hòa Séc.